# Bernd Mayländer
Bernd Mayländer (Waiblingen, 29 maggio 1971) è un pilota automobilistico tedesco.
Dal 2000 è il pilota ufficiale della safety car in Formula 1.

## Biografia
Mayländer ha cominciato la carriera gareggiando coi Go-kart nella stagione 1988-1989, per poi arrivare alla Porsche Clubsport nel 1990 e alla Formula Ford l'anno successivo. Nel 1991 ha ottenuto un nono posto alla 24 Ore del Nürburgring.
Nel 1993 si è qualificato quarto alla 24 Ore del Nürburgring, vincendo poi sullo stesso circuito la Coppa Porsche sulla distanza dei 500 chilometri.
Passato all'International Porsche Trophy e alle formule monomarca della casa tedesca, nel 1994 ha vinto un campionato Porsche Carrera Cup (dopo un terzo posto l'anno precedente); ha partecipato in seguito ai campionati Porsche Supercup, ITC, DTM e dal 1997 al campionato FIA GT, ottenendo due quarti posti a Digione e Suzuka.
Nel 1994 ha ottenuto anche un secondo piazzamento alla 24 Ore di Daytona.
È arrivato secondo alla 24 ore di Le Mans nel 1999 nella classe GT, e nello stesso anno ha cominciato l'attività di pilota di Safety Car in Formula 3, che ha svolto fino al 2002.
Nel 2000 ha vinto la 24 Ore del Nürburgring su Porsche 911 GT3-R, e sempre nello stesso anno ha ottenuto un secondo posto nella Porsche Supercup. Nel 2001 ha corso nuovamente il campionato Deutsche Tourenwagen Masters, questa volta per Mercedes-Benz, ottenendo un primo posto a Hockenheim.
Dal 2000 è stato l'unico pilota della Safety Car di Formula 1, perdendo solo una gara nel 2001, in Canada, quando per un infortunio venne sostituito dallo svizzero Marcel Fässler. Dal 2006 ha abbandonato ogni altra competizione per dedicarsi solo a tale ruolo in Formula 1. È stato uno dei primi piloti professionisti assunto dalla FIA per quel ruolo, in precedenza svolto da Oliver Gavin ma ancora prima da piloti di F1 ritiratisi dalle corse.
Nel maggio 2005 è stato uno dei sei piloti della Mercedes-Benz a partecipare alla prestazione che gli ha valso un record mondiale di durata: 100.000 miglia in 30 giorni, 24 ore su 24, con una velocità media di 224,8 chilometri orari su Mercedes E320 CDI.